# Wydział Komunikacji Społecznej i Mediów Uniwersytetu Wrocławskiego
Wydział Komunikacji Społecznej i Mediów Uniwersytetu Wrocławskiego – jeden z 12 wydziałów Uniwersytetu Wrocławskiego, powstał w 2024 roku, wyodrębniony ze struktur Wydziału Filologicznego.

## Historia
Wydział Komunikacji Społecznej i Mediów powstał 1 września 2024 roku z wyodrębnienia części struktur Wydziału Filologicznego UWr. Oprócz Wydziału Komunikacji Społecznej i Mediów powołano wówczas także Wydział Neofilologii Uniwersytetu Wrocławskiego.
Siedziba wydziału znajduje się przy ul. św. Jadwigi 3/4 na Wyspie Piasek.

## Struktura organizacyjna

### Instytut Dziennikarstwa i Komunikacji Społecznej
Dyrektor: dr hab. Paweł Urbaniak
- Zakład Dziennikarstwa
- Zakład Projektowania Komunikacji
- Zakład Sztuk Audiowizualnych
- Zakład Komunikacji Międzykulturowej
- Zakład Komunikacji Wizerunkowej
- Zakład Medioznawstwa
- Zakład Form Literackich i Dokumentalnych

### Instytut Nauk o Informacji i Mediach
Dyrektor: dr hab. Agnieszka Wandel
- Zakład Bibliografii i Analizy Danych
- Zakład Edytorstwa i Projektowania Publikacji
- Zakład Interdyscyplinarnych Badań nad Książką i Komunikacją
- Zakład Mediów Cyfrowych
- Pracownia Humanistyki Cyfrowej

## Władze
- Dziekan: dr hab. Katarzyna Konarska
- Prodziekan ds. studiów stacjonarnych i jakości kształcenia: dr hab. Aneta Firlej-Buzon
- Prodziekan ds. studiów niestacjonarnych i spraw studenckich: dr Roman Wróblewski